# Сульпиций Лукреций Барба
Сульпиций Лукреций Барба (лат. Sulpicius Lucretius Barba) — римский политический деятель первой половины II века.
О происхождении Барбы нет никаких сведений. Преномен Сульпиция не известен. Данные о его карьере исчерпываются упоминанием в ряде надписей о том, что в 99 году он занимал должность консула-суффекта вместе с Сенеционом Меммием Афром. Историк Юлиан Беннетт предполагает, что после консульства Барба продолжил свою карьеру в гражданской администрации. Тем не менее, точная биография Сульпиция после этого не известна.